# ЛК-1 (космический корабль)
ЛК-1 (космический корабль) — проект космического корабля для пилотируемого облёта Луны, разрабатывался с 1962 года в ОКБ-52 под руководством В. Н. Челомея. Работы над проектом были прерваны в декабре 1965 года, в пользу другого проекта ЛК, разработанного в ОКБ-1.

## Технические данные
Предполагалось, что запуск ЛК-1 будет производиться трёхступенчатой ракетой-носителем РН УР500К «Протон». Исходя из характеристик носителя, проектировщики разрабатывали корабль, состоящий из трёх блоков: разгонного, приборно-агрегатного и возвращаемого аппарата, находящегося в передней части космического корабля под обтекателем. Изначально корабль проектировался для одного космонавта, но вследствие оптимизации проекта удалось предусмотреть место для двух членов экипажа.
Разгонный блок включал в себя гептиловый маршевый двигатель с баками окислителя и горючего и четырьмя микродвигателями коррекции.
Приборно-агрегатный блок соединялся с разгонным металлическими фермами. В нём была предусмотрена радиоаппаратура, остронаправленная антенна связи и блоки солнечных батарей, которые должны были раскрываться на орбите.
Спускаемый аппарат был оснащён парашютом и тепловым экраном для снижения температурной нагрузки во время спуска. На определённой высоте раскрывался парашют, затем капсула совершала посадку на Землю.

#### Характеристики
Численность экипажа: 2
Масса без топлива: 4000 кг
Полная масса: 17 000 кг
Высота: 5,20 м
Размах: 7,27 м
Электрическая система: 2,00 кВт в среднем.